# Laaske
Laaske ist ein Dorf im Landkreis Prignitz und gehört zur Stadt Putlitz im Amt Putlitz-Berge. Zu Laaske gehört der Gemeindeteil Jakobsdorf. Der Ort liegt südlich der Kernstadt Putlitz an der Kreisstraße K 7025. Westlich verläuft die Landesstraße L 102.

## Geschichte
Laaske ist ein alter Bestandteil der Herrschaft Putlitz und wurde erstmals 1492 urkundlich erwähnt. Es wurde damals unter den wüsten Dörfern genannt, deren Feldmark fortan von den benachbarten Bauern aus Triglitz und Lockstädt sowie dem Gut Wolfshagen genutzt wurde. Im Zuge der friderizianischen Urbarmachungspolitik errichtete Christian Ludwig zu Putlitz (1709–1786) in den 1750er Jahren auf dem Boden des alten Laaske eine neue, seinem Gut Wolfshagen angegliederte Vorwerkswirtschaft, um die bisher nur unzureichend genutzten Laasker Flächen besser bearbeiten und ertragreicher gestalten zu können. 1752 wurde die Laasker Feldmark auf 50 bis 60 Hufen à 30 Morgen geschätzt und 1754 sind dort von den geplanten 12 bereits 3 Büdnerfamilien angesiedelt worden. 1765 sind alle 12 Stellen errichtet und 11 davon auch bewohnt. Die Vorwerksgebäude wurden großzügig und regelmäßig um einen geräumigen viereckigen Hof in Ziegelfachwerk mit Strohdächern errichtet.
1756 ließ der auf seinem Schloss in Wolfshagen wohnende Christian Ludwig zu Putlitz auf dem neu erbauten Wirtschaftshof als nördlichen Abschluss ein langgestrecktes, eingeschossiges Wohnhaus in Ziegelfachwerk errichten, das ihm neben dem Verwalter während seiner Aufenthalte in Laaske als Wohnsitz diente. Es hatte zu jeder Seite der Eingangstür 7 Fenster und eine ausgebaute Mittelstube unter einem Dreiecksgiebel, der die Mittelachse betonte. In dieser schlichten Form blieb es im Wesentlichen bis zu seiner Erweiterung in den 1860er Jahren bestehen.
In den 1780er Jahren bewohnte das Gutshaus die Witwe Christian Ludwigs, Gödula Margarethe zu Putlitz, geb. von Jagow (1714–1788). Danach bezog erst wieder 1814 ein Mitglied der Familie, und zwar Carl Theodor zu Putlitz (1788–1848), das Haus, bis er 1826 auf das von seinem Vater Gebhard zu Putlitz (1742–1826) ererbte Gut Groß Pankow übersiedelte und sich dort ein neues Wohnhaus baute. Laaske blieb Administratorenwohnung, zunächst für den Verwalter Augustin und nach dessen Tod (1838) für Herrn Els, der später (1859) als Administrator auf das Putlitz’sche Gut Rosenhagen wechselte. 1854 bezog Eduard zu Putlitz (1789–1881) mit seiner Frau Caroline von Guretzky-Cornitz (1796–1868) für einige Jahre das alte Gutshaus. Er legte damals den Grundstein für den noch heute erhaltenen, landschaftlich gestalteten Park, der sich im Norden und Nordwesten an das Haus anschließt. Als 1861 Eugen zu Putlitz (1832–1893) das Gut vom Vater übernahm und sich mit Sophie von Rohr (1841–1902) aus dem Hause Dannenwalde (bei Kyritz) vermählte, bewohnte auch er zunächst das alte langgestreckte Fachwerk-Herrenhaus, ließ es aber Anfang der 1880er Jahre auf der Gartenseite durch einen massiven zweigeschossigen Anbau nach den Plänen des Baumeisters Wilhelm Martens bedeutend erweitern.
Einen tieferen Einblick in die wirtschaftlichen Bemühungen von Vater und Sohn um die Hebung von Laaske als Gutsbetrieb bietet eine zeitgenössische Taxe des Gutes aus dem Jahre 1867. Darin heißt es in der Zusammenfassung:

„Die einzige Nutzung des Gutes besteht im Ackerbau und Viehzucht. Der Besitzer hat sein Hauptbestreben darauf gerichtet, die Grundstücke, die in Betreff des Ackers besonders, stets der Pflege bedürfen, zu heben und dadurch zu nutzen. Die Fruchtfolge, die derselbe eingeführt, weiset den 3ten Theil des Feldes als mit Winterkorn besät nach, eben so den starken Anbau von Futtergewächsen, durch die es möglich ist, den Viehbestand kräftig zu ernähren und den Acker stark zu düngen. Durch den ausgezeichneten Viehbestand an Kühen, Holländer und Hollsteiner Raon, wird das Futter durch Milchverpachtung, und bei den Schafen, die wohl zu den besten der Gegend gehören, durch Wollverkauf und Fettvieh-Verkauf, verwertet; der Bock-Verkauf ist erst im Entstehen.“

Zur Wirtschaft gehörten 1867 insgesamt 30 Wohnungen, 5 von Deputanten (wie Meier und Schäfer) und 25 von Tagelöhnern bewohnt. Der Wert des Gutshauses wurde damals auf 3600 Talern geschätzt, das Gut insgesamt mit 84.047 Talern bewertet. Für das Gutshaus wurde außerdem ein Brennholzbedarf von 48 Klaftern Kienholz angegeben. Im Laufe des 19. und zu Beginn des 20. Jahrhunderts wurden eine ganze Reihe neuer massiver Wirtschaftsbauten und vor allem auch Wohnungen für die Gutsarbeiter in Laaske errichtet, u. a. auch das 1883 erbaute, architektonisch hervorstechende und modern ausgestattete Brennereigebäude aus rotem Ziegel und behauenen Feldsteinen. Sämtliche Gebäude erhielten nach und nach Ziegeldächer. Die breite Dorfstraße ließ Eugen zu Putlitz pflastern und mit einer vierreihigen Lindenallee bepflanzen.

## Eisenbahnprojekte
Von großer wirtschaftlicher Bedeutung für viele Güter und Landwirte war der Bau der Eisenbahnstrecke von Perleberg nach Wittstock 1885, die den landwirtschaftlichen Betrieben einen schnelleren Zugang zu den Absatzmärkten ermöglichte und Einsparungen von Transportkosten bedeutete. Es bleibt das Verdienst Eugens zu Putlitz, dass dieser Bahnbau und seine Finanzierung gelang. Er war Mitbegründer der Aktiengesellschaft, einer der Hauptaktionäre und Vorsitzender des Komitees der Prignitzer Eisenbahngesellschaft.
Diesem Projekt folgten bald eine Anzahl zum Teil schmalspuriger Regionalbahnen, die viele landwirtschaftliche Betriebe direkt an die wichtigen Verkehrsverbindungen anschlossen, so auch Laaske und Putlitz, die bei Erbauung der neuen Kleinbahnstrecke Pritzwalk–Putlitz 1896 auf Betreiben von Walter zu Putlitz (1873–1937) direkten Anschluss erhielten und mit kurz darauf in Ziegelarchitektur errichteten kleinen Bahnhofsgebäuden ausgestattet wurden. Das war ein großer wirtschaftlicher Vorteil für das Gut und auch für die klein Stadt Putlitz, denn man konnte vor allem die Brennereierzeugnisse ohne größere und kostenaufwendige Transporte mittels einer Feldbahn direkt zum Bahnhof kostengünstig befördern und dort verladen, ganz zu schweigen von dem damit erleichterten Reiseverkehr. Die Feldbahn wurde schon unter Eugen zu Putlitz erbaut und schloss mehrere Ackerflächen bei der jährlichen Kartoffelernte direkt an den Brennereibetrieb an und war für damalige Zeiten eine wesentliche technische Erneuerung, die vor allem arbeitsintensive Transporte mit Pferdefuhrwerken erübrigte.

## Geschichte nach 1893
Nach dem frühen Tod Eugens zu Putlitz übernahm dessen Sohn Walter das Gut Laaske. Walter zu Putlitz erhielt seine schulische Bildung von 1886 bis 1893 auf der Ritterakademie in Brandenburg an der Havel. Im Juli 1893 trat er in das Ulanen-Regiment Nr. 13 ein und wurde im Oktober 1894 Leutnant. Im Herbst 1896 nahm er seinen Abschied, um seine landwirtschaftliche Ausbildung zu beginnen, nach der er am 1. Januar 1898 die väterlichen Güter Laaske, Mansfeld, Putlitz-Burghof und Klein Langerwisch in eigene Bewirtschaftung nahm und sich am 28. Juni 1898 mit Adelheid Freiin Hofer von Lobenstein (1875–1966) verheiratete. 1908 kaufte er noch das benachbarte Gut Groß Langerwisch hinzu. In der Gemeinde Laaske-Jakobsdorf war er lange Jahre Gemeindevorsteher sowie auch Abgeordneter im Kreistag. In Laaske ließ er eine ganze Reihe neue Wohnhäuser für die Belegschaft, eine neue Gastwirtschaft (1909) und eine Vielzahl neuer massiver Viehställe für das Gut bauen und alte renovieren, die z. T. noch heute stehen. 1906/07 ließ er den Fachwerkteil des Herrenhauses abreißen und durch einen massiven neobarocken Neubau, der nun mit dem Flügel von 1880 verbunden wurde, zu einer Zweiflügel-Anlage erweitern. In dieser Gestalt ist es bis heute erhalten. Fast zeitgleich, 1879, umfasste das Rittergut Laaske 651 ha. Dazu gehörte Putlitz-Burghof mit weiteren 648 ha. Im letztmals amtlich publizierten Landwirtschaftlichen Adressbuch für die Provinz Brandenburg 1929, also kurz vor der großen Wirtschaftskrise, stehen für Laaske, Klein Langerwisch und Rittergut Groß Langerwisch gesamt 1786 ha zu Buche, letztgenannten jeweils mit unter Leitung der Verwalter Franz Rudolf Schulz sowie Ludwig Hoch. Für Putlitz-Burghof stehen 599 ha. Verwalter war hier schon Gebhard Gans zu Putlitz (1901–1948). Er übernahm dann, weil der älteste Bruder und eigentliche Erbe Wolfgang zu Putlitz nach seiner Militärzeit studierte, später die Amtsgeschäfte von seinem Vater, bis zur Bodenreform. Gebhard zu Putlitz starb 1948 in der Haft in Bautzen.
Während des Krieges waren im Haus Insassen eines Hamburger Altenheims und zuletzt viele Flüchtlinge untergebracht. Nachdem das Haus in den ersten Nachkriegsjahren dann auch als Kinderheim unter der Leitung von Ruth von Seydlitz genutzt wurde, diente es von 1960 bis 1996 als Feierabendheim des Kreises Pritzwalk und ist baulich gut erhalten worden. Auch der Park blieb bestehen und wurde gepflegt. Nach längerem Leerstand konnten Gutshaus und Park 2004 an einen Hamburger Unternehmer verkauft werden, der beide restaurierte und das Haus mit seiner Familie bewohnt.
Gutshaus und Park wurden zu DDR-Zeiten am 1. Juli 1982 unter Denkmalschutz gestellt, was ihre baukünstlerische, dendrologische und geschichtliche Bedeutung unterstrich. Teile des Gutshofes, der 1945 mit der Bodenreform parzelliert wurde, sind gleich nach dem Krieg 1946/47 abgerissen worden, der Rest diente von 1952 bis 1990 als Wirtschaftshof der Landwirtschaftlichen Produktionsgenossenschaft (LPG). Heute stehen diese Gebäude bis auf den Kuhstall überwiegend leer und verfallen. Teilbereiche wurden und werden von der Treuhandanstalt versteigert, so auch die Brennerei. Der Landrat des Kreises Prignitz hat ungeachtet dessen 2002 noch einige der erhaltenen alten Wohn- und Wirtschaftsgebäude des Gutsgeländes wegen ihrer architektonischen und geschichtlichen Bedeutung unter Denkmalschutz gestellt.
Am 31. Dezember 2001 wurde Laaske nach Putlitz eingemeindet.

## Erbbegräbnis im Park
Im hinteren, forstlich bewirtschafteten Parkteil von Laaske legte Eugen zu Putlitz 1887 ein Familienfriedhof an, als seine älteste Tochter, Armgard von Faber du Faur (1865–1887), nach der Geburt ihres ersten Kindes gestorben war. Dieser Begräbnisplatz wurde einst von einem Metallgitterzaun (Muster nach dem sogenannten „Schinkelzaun“ am Schloss Glienecke) eingefasst. Die nach und nach entstandenen Gräber wurden mit weißen Marmorkreuzen bezeichnet. Der Friedhof ist nach 1945 bis in die 1960er Jahre noch vom alten Gutsgärtner Fritz Franke gepflegt worden und erst danach langsam verwahrlost. Nach 1990 hat ihn die Familie zu Putlitz wieder herrichten lassen, und seither dient er ihr heute wieder als Begräbnisstätte und Erinnerungsort.

## Sehenswürdigkeiten
In der Liste der Baudenkmale in Putlitz sind für Laaske zwei Baudenkmale aufgeführt:
- Gutsanlage, bestehend aus Gutshaus, Brennerei, zwei Wirtschaftsgebäuden, zwei Wohn- und Wirtschaftsgebäuden sowie Gutspark (Laasker Dorfstraße 21–24, Schienenweg 1)
- Ziehbrunnen (Laasker Dorfstraße)